# Coprocessamento
Coprocessamento (pré-AO 1990: co-processamento) é uma destinação final ambientalmente adequada de resíduos em fornos de cimento com o aproveitamento da energia contida nestes materiais e/ou substituição das matérias-primas e operação regulamentada e licenciada por órgãos ambientais competentes.

## Legislação
- Resolução CONAMA n° 264/99 - dispõe sobre o licenciamento de fornos rotativos de produção de clínquer para atividade de coprocessamento de resíduos;
- Resolução CONAMA n° 316/2002 - dispõe sobre procedimentos e critérios para o funcionamento de sistemas de tratamento térmico de resíduos;
- Resolução CONSEMA n° 002/2000 - dispõe sobre o coprocessamento de resíduos em fornos de clínquer;

## Aplicabilidade
- Resíduos substitutos de matérias-primas;
- Resíduos substitutos de combustível;
- Resíduos inorgânicos para inertização;
- Resíduos orgânicos para destruição térmica;

## Premissas Básicas
- Resíduos enquadrados como substitutos de matéria-prima, fundentes e de combustíveis;
- Emissões atmosféricas que não comprometam a qualidade ambiental;
- Unidades produtoras de clínquer licenciadas pelo órgão ambiental competente;
- Não alterar a qualidade do cimento;
- Fornecimento regular do resíduo;
- Agregar valor.

## Avaliações Técnicas Importantes
- Estudo de Viabilidade de Queima;
- Proposta de Coprocessamento;
- Teste em Branco;
- Teste de Queima;
- Planos Complementares:
- Armazenamento de resíduos;
- Atendimento a emergências;
- Treinamento de pessoal;
- Análise de Risco.

## Substituto de matéria prima
- Apresentar características similares as matérias primas empregadas na produção de clínquer, incluindo neste caso os materiais mineralizadores ou fundentes;
- Presença de óxidos de cálcio, silício, alumínio e ferro;
- Presença de mineralizadores (Zn, F, Ba e Fosfatos), facilitam as reações de clinquerização.

## Combustível Alternativo
- Poder calorífico inferior deve ser maior que 2700 kcal/kg = 11 300 kJ/kg (base seca), correspondente a casca de arroz (alternativo)/ Resolução CONSEMA/RS;
- O resíduo deverá comprovar ganho energético para o processo/Resolução CONAMA;
- "Blending" (poder calorífico) inferior superior a 1700 kcal/kg para cada componente da mistura;
- Alimentação do resíduo, preferencialmente, na extremidade quente do forno rotativo (zona de combustão primária) - temperatura dos gases 2000 °C;
- Possibilidade de alimentação em outro ponto do sistema forno, em função da composição físico-química do resíduo (zona de combustão secundária (850 °C a 1200 °C);

## Resíduos com Poder Calorífico
- Borras Oleosas
- Borras Ácidas
- Pneus
- Borrachas não Cloradas
- Borra de Tintas
- Solventes
- Ceras
- Resinas Fenólicas e Acrílicas
- Carvão Ativado Usado como Filtro
- Elementos Filtrantes de Filtros de óleo

## Resíduos Proibidos
- Resíduos Domésticos Brutos
- Resíduos de Serviços de Saúde
- Resíduos Radiotivos
- Substâncias Organocloradas
- Agrotóxicos
- Explosivos